# 穆斯塔法·巴克利
穆斯塔法·巴克利（阿拉伯语：‎）是埃及众议员和《El-Osboa报》的主编。